# Straight No Filter
Straight No Filter è un album-raccolta di Hank Mobley, pubblicato dalla Blue Note Records nel 1985. Tutti i brani furono registrati al Van Gelder Studio di Englewood Cliffs, nello Stato americano del New Jersey, nelle date indicate nella lista tracce.

## Tracce
Lato A
1. Straight No Filter – 6:00 (Hank Mobley) – Registrato il 17 giugno 1966
2. Chain Reaction – 11:00 (Hank Mobley) – Registrato il 17 giugno 1966
3. Soft Impressions – 4:40 (Hank Mobley) – Registrato il 17 giugno 1966

Lato B
1. Third Time Around – 6:19 (Hank Mobley) – Registrato il 5 febbraio 1965
2. Hank's Waltz – 7:38 (Hank Mobley) – Registrato il 5 febbraio 1965
3. The Feelin's Good – 5:35 (Hank Mobley) – Registrato il 7 marzo 1963

Edizione CD del 1990, pubblicato dalla Blue Note Records
1. Straight No Filter – 6:00 (Hank Mobley)
2. Chain Reaction – 11:00 (Hank Mobley)
3. Soft Impressions – 4:40 (Hank Mobley)
4. Old World, New Imports – 6:06 (Hank Mobley)
5. Up a Step – 8:30 (Hank Mobley)
6. The Feelin's Good – 5:35 (Hank Mobley)
7. East of the Village – 6:44 (Hank Mobley)
8. Yes Indeed – 5:30 (Sy Oliver)
9. The Good Life[2] – 5:08 (Sacha Distel, Jack Reardon)

- Brani 1, 2 e 3, registrati il 17 giugno 1966.
- Brani 4, 5, 6, 7, 8 e 9 registrati il 7 marzo 1963.

## Musicisti
Brani LP A1, A2 e A3 / CD 1, 2 e 3
- Hank Mobley - sassofono tenore
- Lee Morgan - tromba
- McCoy Tyner - pianoforte
- Bob Cranshaw - contrabbasso
- Billy Higgins - batteria

Brani LP B1 e B2
- Hank Mobley - sassofono tenore
- Freddie Hubbard - tromba
- Barry Harris - pianoforte
- Paul Chambers - contrabbasso
- Billy Higgins - batteria

Brani LP B3 / CD 4, 5, 6, 7, 8 e 9
- Hank Mobley - sassofono tenore
- Donald Byrd - tromba
- Herbie Hancock - pianoforte
- Butch Warren - contrabbasso
- Philly Joe Jones - batteria